# Ocotea insularis
Ocotea insularis är en lagerväxtart som beskrevs av Carl Christian Mez. Ocotea insularis ingår i släktet Ocotea och familjen lagerväxter. Inga underarter finns listade i Catalogue of Life.